# Ернан Гумі
Ернан Гумі (ісп. Hernán Gumy; нар. 5 березня 1972) — колишній аргентинський тенісист.
Найвищу одиночну позицію світового рейтингу — 39 місце досяг 19 серпня 1996, парну — 232 місце — 6 червня 1994 року.
Здобув 1 одиночний титул.
Найвищим досягненням на турнірах Великого шолома було 3 коло в одиночному розряді.
Завершив кар'єру 2001 року.

## Фінали турнірів ATP за кар'єру

### Одиночний розряд: 2 (1–1)
| Легенда                         |
| ------------------------------- |
| Турніри Великого шлема (0–0)    |
| Фінали Світового туру ATP (0–0) |
| Серія Мастерс ATP (0–0)         |
| Серія турнірів ATP (0–0)        |
| Світова серія ATP (1–1)         |

| Фінали за покриттям |
| ------------------- |
| Тверде (0–0)        |
| Ґрунт (1–1)         |
| Трава (0–0)         |
| Килим (0–0)         |

| Фінали за типом корту |
| --------------------- |
| Відкритий корт (1–1)  |
| Закритий корт (0–0)   |

| Результат | В-П | Дата     | Турнір            | Рівень        | Покриття | Суперник        | Рахунок            |
| --------- | --- | -------- | ----------------- | ------------- | -------- | --------------- | ------------------ |
| Поразка   | 0–1 | Чер 1996 | Порту, Португалія | Світова серія | Ґрунт    | Фелікс Мантілья | 7–6(7–5), 4–6, 3–6 |
| Перемога  | 1–1 | Лис 1996 | Сантьяго, Чилі    | Світова серія | Ґрунт    | Марсело Ріос    | 6–4, 7–5           |

## Фінали ATP Челленджер і ITF Ф'ючерс

### Одиночний розряд: 11 (6–5)
| Легенда              |
| -------------------- |
| ATP Челленджер (6–5) |
| ITF Ф'ючерс (0–0)    |

| Фінали за покриттям |
| ------------------- |
| Тверде (0–1)        |
| Ґрунт (6–4)         |
| Трава (0–0)         |
| Килим (0–0)         |

| Результат | В-П | Дата     | Турнір                      | Рівень     | Покриття | Суперник          | Рахунок       |
| --------- | --- | -------- | --------------------------- | ---------- | -------- | ----------------- | ------------- |
| Поразка   | 0–1 | Кві 1994 | Сан-Паулу, Бразилія         | Челленджер | Ґрунт    | Габріель Маркус   | 6–2, 4–6, 4–6 |
| Перемога  | 1–1 | Тра 1994 | Будапешт, Угорщина          | Челленджер | Ґрунт    | Франсіско Монтана | 6–4, 6–2      |
| Перемога  | 2–1 | Тра 1994 | Бохум, Німеччина            | Челленджер | Ґрунт    | Ларс Кословскі    | 3–6, 6–3, 6–1 |
| Поразка   | 2–2 | Жов 1994 | Ліма, Перу                  | Челленджер | Ґрунт    | Крістіан Рууд     | 6–3, 5–7, 3–6 |
| Перемога  | 3–2 | Тра 1996 | Будапешт, Угорщина          | Челленджер | Ґрунт    | Карім Аламі       | 2–6, 6–2, 6–3 |
| Перемога  | 4–2 | Кві 1998 | Пейджет, Бермудські Острови | Челленджер | Ґрунт    | Лукас Арнольд Кер | 7–6, 4–6, 6–2 |
| Поразка   | 4–3 | Бер 1999 | Салінас, Колумбія           | Челленджер | Тверде   | Хуан Ігнасіо Чела | 4–6, 6–7      |
| Перемога  | 5–3 | Кві 1999 | Пейджет, Бермудські Острови | Челленджер | Ґрунт    | Гільєрмо Каньяс   | 6–3, 7–6(7–3) |
| Перемога  | 6–3 | Жов 1999 | Сан-Паулу, Бразилія         | Челленджер | Ґрунт    | Тьєррі Гвардьйола | 7–6, 6–3      |
| Поразка   | 6–4 | Лис 1999 | Буенос-Айрес, Аргентина     | Челленджер | Ґрунт    | Франко Скілларі   | 7–5, 1–6, 4–6 |
| Поразка   | 6–5 | Вер 2000 | Б'єлла, Італія              | Челленджер | Ґрунт    | Філіппо Воландрі  | 3–6, 2–6      |

### Парний розряд: 2 (0–2)
| Легенда              |
| -------------------- |
| ATP Челленджер (0–2) |
| ITF Ф'ючерс (0–0)    |

| Фінали за покриттям |
| ------------------- |
| Тверде (0–0)        |
| Ґрунт (0–2)         |
| Трава (0–0)         |
| Килим (0–0)         |

| Результат | В-П | Дата     | Турнір                    | Рівень     | Покриття | Партнер        | Суперники                     | Рахунок       |
| --------- | --- | -------- | ------------------------- | ---------- | -------- | -------------- | ----------------------------- | ------------- |
| Поразка   | 0–1 | Лют 1995 | Мар-дель-Плата, Аргентина | Челленджер | Ґрунт    | Хорді Бурільйо | Хав'єр Франа Луїс Лобо        | 6–7, 0–6      |
| Поразка   | 0–2 | Кві 1999 | Барлетта, Італія          | Челленджер | Ґрунт    | Гастон Гаудіо  | Гільєрмо Каньяс Хав'єр Санчес | 6–4, 2–6, 2–6 |

## Часовий графік результатів
| W | Ф | ПФ | ЧФ | #Р | КТ | К# | DNQ | A | NH |

### Одиночний розряд
| Турніри Великого шлему                 |     |     |     |     |     |     |     |        |       |     |
| Відкритий чемпіонат Австралії з тенісу |     | 3р  | 2р  |     | 1р  | 1р  |     | 0 / 4  | 3–4   | 43% |
| Відкритий чемпіонат Франції з тенісу   | 1р  | 1р  | 1р  | 3р  | 2р  | 2р  | К1р | 0 / 6  | 4–6   | 40% |
| Вімблдонський турнір                   |     |     |     | 1р  | 1р  | 1р  |     | 0 / 3  | 0–3   | 0%  |
| Відкритий чемпіонат США з тенісу       | 2р  | 3р  | 3р  | 2р  | 1р  | 2р  |     | 0 / 6  | 7–6   | 54% |
| В-П                                    | 1–2 | 4–3 | 3–3 | 3–3 | 1–4 | 2–4 | 0–0 | 0 / 19 | 14–19 | 42% |
| Тур ATP Мастерс 1000                   |     |     |     |     |     |     |     |        |       |     |
| Індіан-Веллс                           |     | 1р  | 1р  |     |     |     |     | 0 / 2  | 0–2   | 0%  |
| Відкритий чемпіонат Маямі з тенісу     |     | 1р  | 2р  |     |     | 1р  |     | 0 / 3  | 1–3   | 25% |
| Монте-Карло                            |     | 2р  | 1р  |     |     | К1р |     | 0 / 2  | 1–2   | 33% |
| Гамбург                                |     | 2р  | 1р  |     |     |     |     | 0 / 2  | 1–2   | 33% |
| Рим                                    |     | 3р  | 2р  | 1р  |     | К2р |     | 0 / 3  | 3–3   | 50% |
| Мастерс Канада                         |     | 1р  |     |     |     |     |     | 0 / 1  | 0–1   | 0%  |
| Штутгарт                               |     | 1р  |     |     |     |     |     | 0 / 1  | 0–1   | 0%  |
| В-П                                    | 0–0 | 4–7 | 2–5 | 0–1 | 0–0 | 0–1 | 0–0 | 0 / 14 | 6–14  | 30% |